# James Hollcroft
James Neftalí Hollcroft Chávez más conocido como James Hollcroft (Manzanillo, Collma, 4 de abril de 1998-Ciudad de México, México, 4 de septiembre de 2024), fue un actor mexicano, reconocido por su participación en la serie de televisión "Como dice el dicho" y en la obra de teatro "Dime que sí", egresado del Centro de Educación Artística de Televisa.

## Biografía
Su padre James Eugene Hollcroft de origen estadounidense y su madre Elizabeth Chávez Menilla de origen mexicano, el actor tenía doble nacionalidad, su infancia y adolescencia fue Manzanillo, Colima.
Su sueño era ser jugador de Fútbol americano, pero una lesión lo obligó retirarse y se enfoco en otro sueño radicando en la Ciudad de México, la actuación tomando curso en CEFAT Escuela de Actuación de TV Azteca y estudiando en el Centro de Educación Artística.
Su debut actuoral fue el año 2022 en la serie de televisión Como dice el dicho, compartiendo créditos con los primeros actores Sergio Corona y Omar Fierro, en el capítulo "A secreto agravío, secreta venganza" quién interpreto el personaje de Lalo. Después de su participación a estado trabajando cómo modelo en secciones fotográficas de marca de ropa, al año siguiente otro papel que fue aceptado en la obra "Dime qué sí" en teatro en breve de la casa de Emilio "El Indio" Fernández, su mayor sueño era el protagonista o villano de telenovela y hacer una carrera a futuro en Hollywood en cine.
Su última participación fue serie de televisión con un pequeño papel en La rosa de Guadalupe con el personaje de "Juanjo", en el capítulo "Los años de oro", transmitido el 29 de agosto de 2024.
El 4 de septiembre, estuvo desaparecido familiares y amigos compartieron en redes sociales la desaparición, pero el sábado 7 de septiembre se confirmo su deceso por parte de la institución donde estudio, su hermana Jane Hollcroft y amigos uno de ellos es el estudiante , la causa de muerte es desconocida, fue velado el domingo 8 de septiembre en una agencia funeraria del centro de manera privada después de la realización de la autopsia, sus restos fueron sepultados en el Panteón Civil Guadalupe Mixcoac en la alcaldía Álvaro Obregón.